# Regno di Como
Il Regno di Como è un dipinto a tempera e olio su tela (152x238 cm) di Lorenzo Costa il Vecchio, databile al 1511 e conservato nel Museo del Louvre a Parigi. Fu originariamente dipinto per lo studiolo di Isabella d'Este nel Palazzo Ducale a Mantova.

## Storia
Il dipinto fu il quinto ad essere commissionato da Isabella d'Este per il suo studiolo, dopo le due tele di Mantegna (Parnaso e Trionfo della Virtù, rispettivamente del 1497 e del 1499-1502), la Lotta tra Amore e Castità di Perugino (1503), e l'altro dipinto di Lorenzo Costa, Isabella d'Este nel regno di Armonia (1506). Il Regno di Como ha misure diverse rispetto alle altre opere della serie ed è possibile che occupasse un posto diverso nella stanza, magari lungo la parete opposta alla finestra.
Il soggetto forse venne fornito dal poeta e consigliere di Isabella Paride da Ceresara, quando Costa era ormai divenuto pittore di corte a Mantova dopo la morte di Mantegna.
Il dipinto venne regalato, con tutti gli altri dello studiolo, da Carlo I Nevers al cardinale Richelieu, venendo trasferito a Parigi. Qui seguì le vicende di molte collezioni artistiche di pregio, finendo nel patrimonio statale e poi al nascente Museo del Louvre.

## Descrizione
Anche questo dipinto, come il precedente di Costa, raffigura, secondo una complessa allegoria di personaggi mitologici, il regno ideale di Isabella d'Este, paragonato a quello del dio Como, protettore dell'allegria e delle feste.
Tra le figure simboliche del regno si trovano l'amore voluttuoso, rappresentato da Dioniso e Nikaia e da Leda e il cigno, e quello celeste delle due Veneri (vestita e ignuda), raffigurate accanto a Como.
A destra un maestoso portale classicheggiante simboleggia l'ingresso del Regno, sorvegliato da Giano e Mercurio, che scacciano i Vizi.

## Stile
Dal punto di vista stilistico il taglio dell'opera e la dimensione delle figure vennero imposti dalle regole delle tele nello studiolo. Il pittore tradusse il soggetto in un vorticare di figure, immerse in un ricco paesaggio dai colori morbidi e brillanti, secondo le regole del colorismo allora in voga. Un brano particolarmente riuscito è il paesaggio nella parte destra, che sfuma sapientemente in lontananza ottenendo una particolare profondità, grazie all'uso della prospettiva aerea.